# Komarovo
Komarovo (en russe : Комарово, en finnois : Kellomäki) est une petite commune urbaine de type balnéaire au nord-ouest de Saint-Pétersbourg dans le raïon Kourortny, située au bord du golfe de Finlande. Sa population était de 1 062 personnes en 2002. Komarovo est située à l'ouest de la ville de Zelenogorsk et à 45 km du centre-ville de Saint-Pétersbourg, sous la juridiction de laquelle elle se trouve. 
Komarovo est connu pour avoir été le lieu de résidence de l’élite russe à différentes époques : aristocrates, intellectuels et figures majeures de la science et de la culture. Parmi ses habitants les plus notables figurent trois lauréats du prix Nobel : Ivan Pavlov, Joseph Brodsky et Jaurès Alferov. On y retrouve également des personnalités comme le joaillier Pierre-Karl Fabergé, le compositeur Dmitri Chostakovitch, la poétesse Anna Akhmatova, le dissident Dmitri Likhatchiov, les danseuses étoile Mathilde Kschessinska et Galina Oulanova, l’acteur Innokenti Smoktounovski, ainsi que les écrivains de science-fiction Arcadi et Boris Strougatski, entre autres,,. Le patriarche Cyrille de Moscou, chef de l’Église orthodoxe russe, y a également résidé.
Sa population est multipliée par cinq ou six en été.

## Histoire

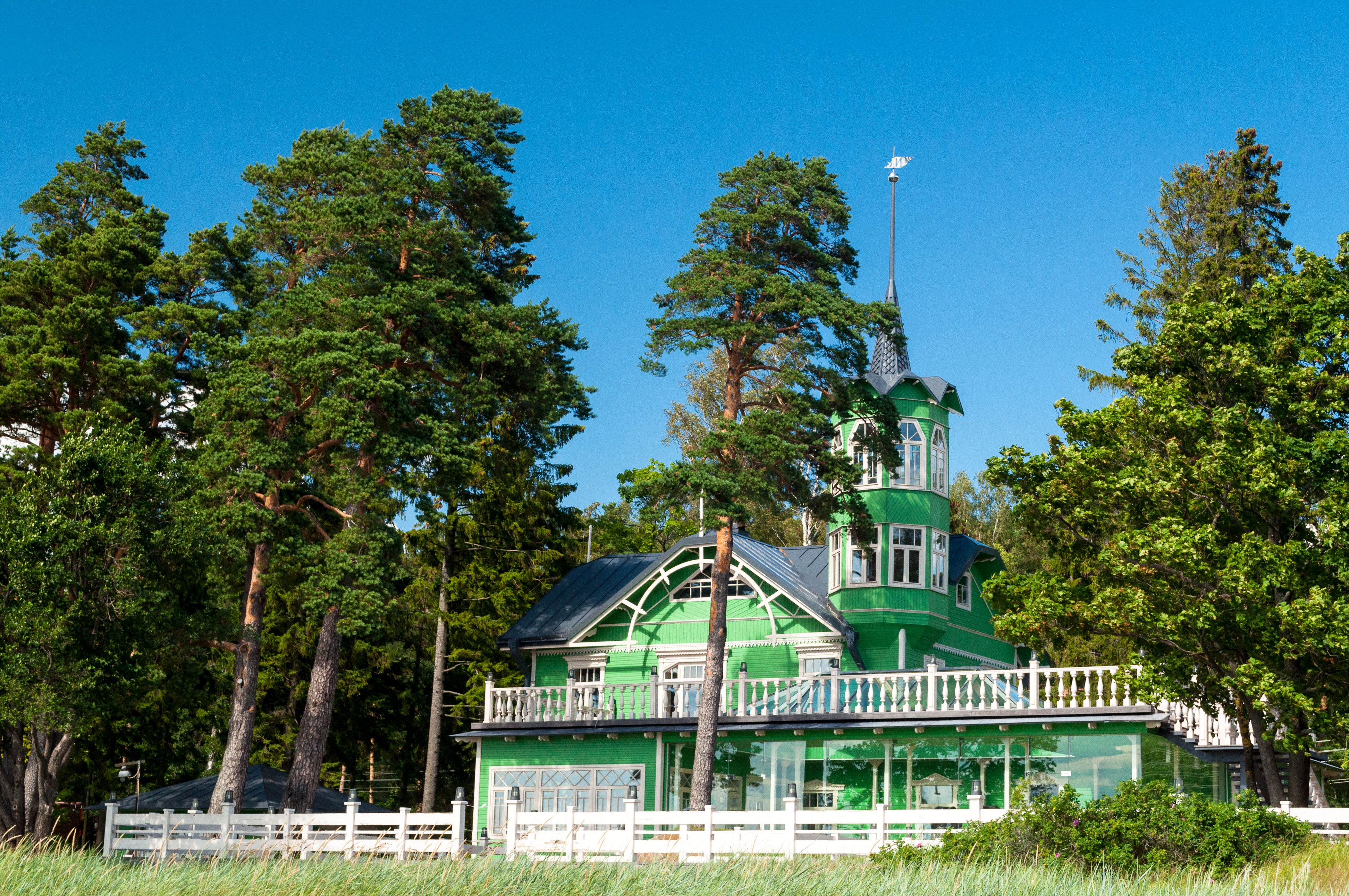
Ancienne maison de la demoiselle d’honneur Anna Vyrubova — proche amie de la dernière impératrice de Russie et fidèle admiratrice de Grigori Raspoutine.

L'endroit a profité de la ligne de chemin de fer le long du golfe de Finlande allant de Saint-Pétersbourg à Vyborg en Carélie (chemin de fer Riihimäki – Saint-Pétersbourg) et les premières résidences secondaires de Pétersbourgeois et datchas se sont construites à la fin du XIXe siècle et le début du XXe siècle. La gare elle-même est inaugurée le 1er mai 1903 qui marque la date officielle de la fondation de la station balnéaire. La bourgade s'est développée sur une colline appelée en finnois Kellomäki (qui signifie colline de la cloche, pour la cloche de la gare, ou selon d'autres sources pour la cloche que les vachers mettaient à leur troupeau) dont elle a pris le nom jusqu'en 1948. Elle est renommée Komarovo en l'honneur du botaniste Vladimir Komarov. Il y avait 800 datchas et villas en 1916. On comptait parmi les personnalités y possédant une résidence secondaire ou venues s'y reposer avant la révolution, Mathilde Kschessinska, l'écrivain Leonid Andreïev, la famille Fabergé, Anna Vyroubova, ou le chocolatier Georges Borman. Après la révolution d'Octobre, les propriétaires russes disparaissent, leurs maisons sont vendues à l'encan par les autorités finlandaises et certaines en bois reconstruites ailleurs par leurs nouveaux propriétaires, la région entrant dans la nouvelle république de Finlande. Une centaine de familles finlandaises y vivent alors. La population est totalement évacuée par les autorités finlandaises, au début de la guerre d'octobre 1939 contre l'URSS. La victoire de cette dernière y a amené les premiers habitants soviétiques au printemps suivant, après le traité de Moscou (1940). La plupart d'entre eux doivent quitter l'endroit lorsque Léningrad est assiégée par les Allemands. Un monument aux morts des combattants de 1944 a été érigé en ville après la guerre.

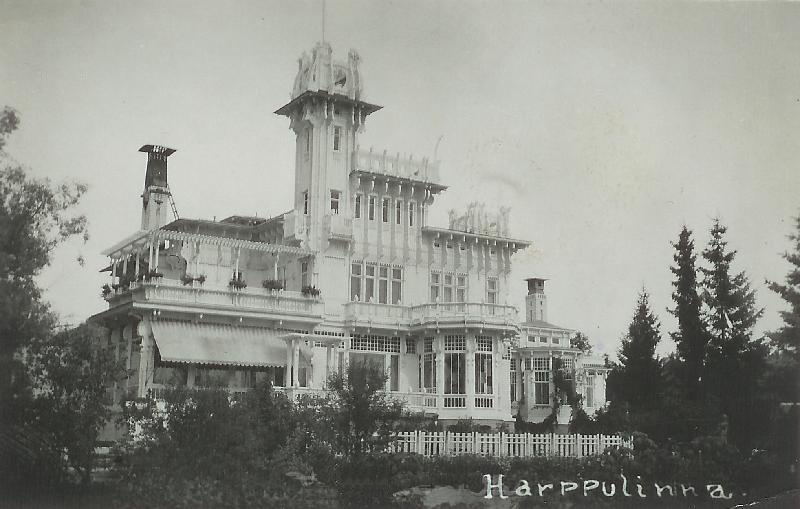
Le palais de la Harpe à Komarovo

Les autorités soviétiques ont installé dans d'anciennes résidences secondaires d'avant la révolution des sanatoriums, ce qui en russe signifie maison de cure et de repos, pour les curistes et les vacanciers et en a fait construire de nouvelles, la plupart en bois. Elles se trouvent dans des bois de pins bordant la mer. Il y en a plus d'une dizaine aujourd'hui. Des datchas sont construites pour les membres de l'Académie des sciences, des personnalités du monde de l'art ou de l'intelligentsia. Parmi les propriétaires de datchas célèbres, l'on peut distinguer la poétesse Anna Akhmatova (qui est enterrée dans le cimetière), l'acteur Andreï Krassko, Viktor Reznikov (1952-1992), compositeur et auteur de chansons.
Depuis les années 1990, des maisons luxueuses sont construites par des Pétersbourgeois fortunés à l'intérieur de la forêt de pins, et quelques datchas de bois anciennes ont été démolies. L'ex-gouverneur de Saint-Pétersbourg, Valentina Matvienko y habite en été, se rendant en ville pour travailler.

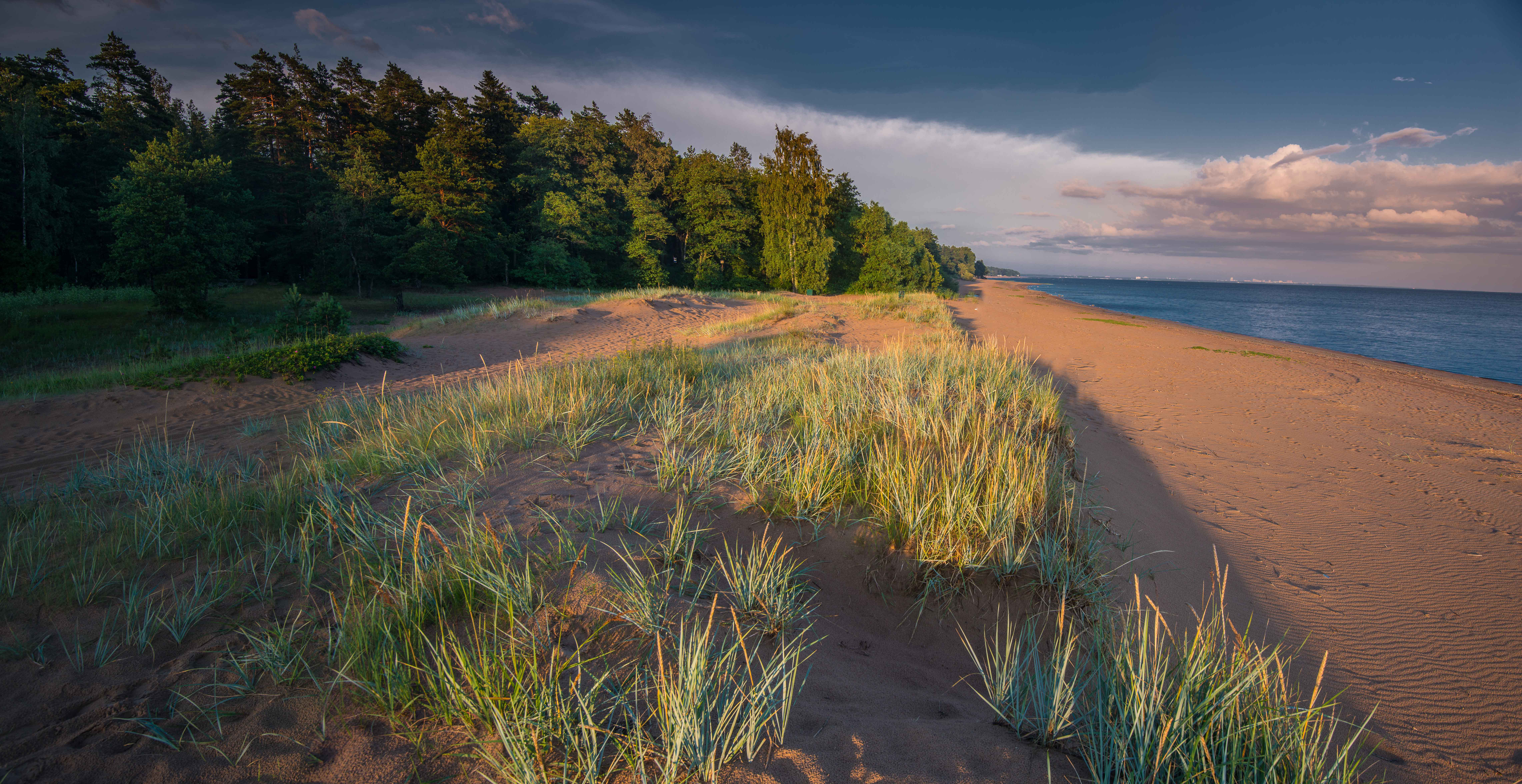
La grève près de Komarovo

## Résidents célèbres
- Fiodor Abramov, écrivain

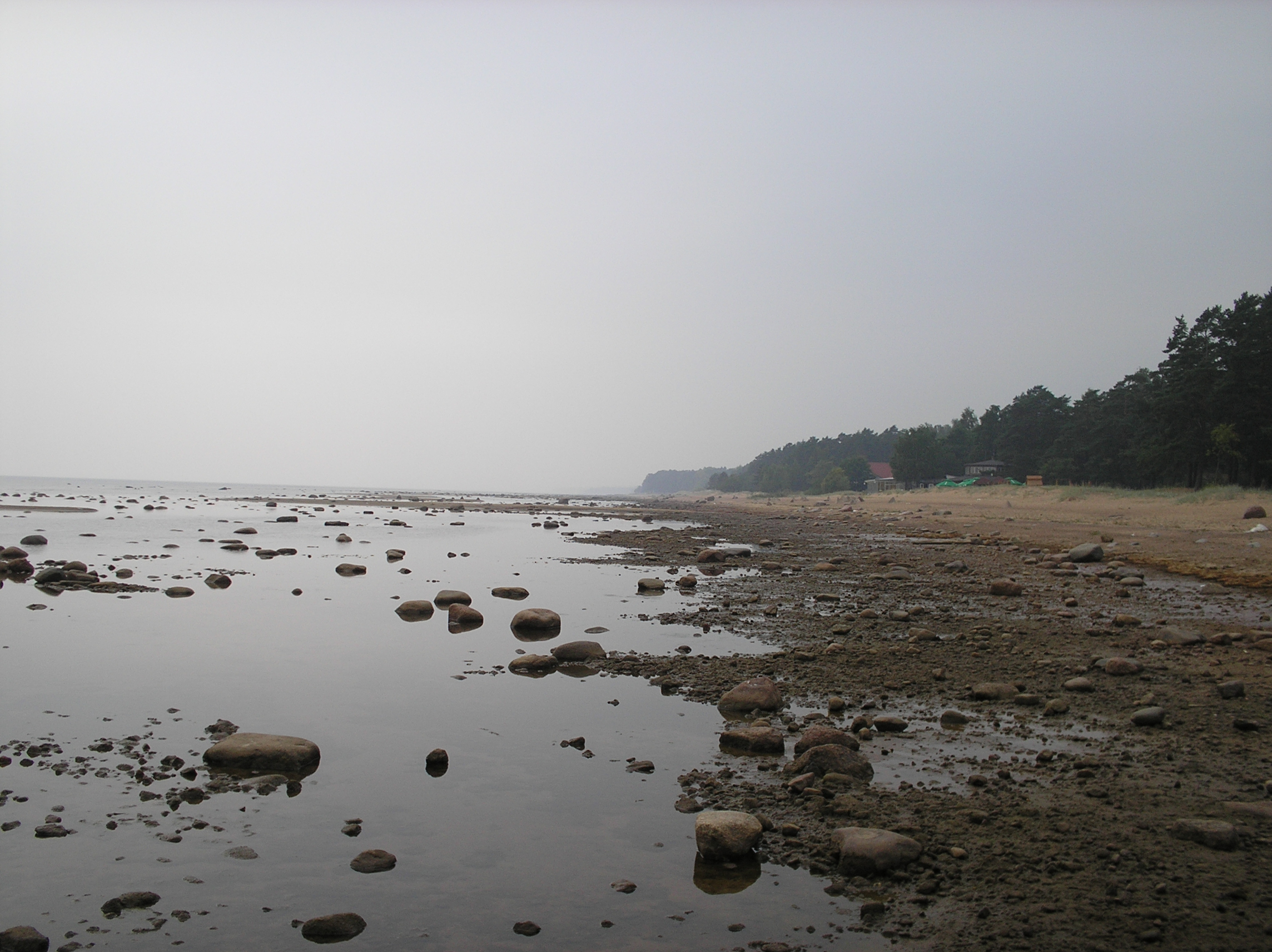
Vue d'une des plages de Komarovo

- Anna Akhmatova, poétesse (qui y est enterrée)
- Jaurès Alfiorov, prix Nobel de physique
- Natan Altman, peintre (qui y est enterré)
- Alexeï Batalov, acteur
- Joseph Brodsky, poète
- Dmitri Chostakovitch, compositeur
- Ivan Efremov, écrivain et paléontologue
- Daniil Granine, écrivain
- Lydia Guinzbourg, écrivain et critique
- Abram Ioffé, physicien
- Oleg Karavaïtchouk, pianiste et compositeur
- Grigori Kozintsev, cinéaste
- Mathilde Kschessinska, ballerine
- Dmitri Likhatchov, linguiste
- Michael Meylac, écrivain et poète
- Galina Oulanova, ballerine
- Vera Panova, femme de lettres (qui y est enterrée)
- Evgueni Schwarz, metteur en scène
- Mikhaïl Slonimski, écrivain
- Innokenti Smoktounovski, acteur
- Nikolaï Tcherkassov, acteur
- Lydia Tchoukovskaïa, écrivain
- Irina Levchakova (1959-2016), paléontologue et artiste, qui y a vécu et y est morte.